# Kachera
Le kachera appelé aussi kachha, kachh, ou kachhahira est une espèce de short porté par les hommes ou les femmes sikhs qui ont adhéré à l'ordre du Khalsa et qui suivent donc la règle des Cinq K. Il est le symbole du contrôle sur le corps, de l'agilité. Avec ce vêtement, un sikh est conscient de ses restrictions sexuelles puisqu'il doit rester fidèle à son/sa partenaire. Le ruban sert de rappel afin que le pratiquant soit alerte de ses actions lorsqu'il détache ce ruban.